# Врт космичког размишљања
Врт космичког размишљања (The Garden of Cosmic Speculation) је постмодернистички врт Чарлса Џенкса на 12 ha започет 1988, у близини Дамфриза (Dumfries, South West Scotland). Посветио га је својој супрузи Меги Кесвик (Maggie Keswick, 1941-1995) која се и сама бавила вртним дизајном, и као добар познавалац Кине била стручњак за оријенталне вртове.

## Идеја и дизајн врта
Врт има такав назив, јер су Џенкс, Кесвик и њихови пријатељи научници, основу дизајна врта тражили у природним и научним процесима. Џенксов циљ је био глорификација природе, али је такође уграђивао елементе модерне науке у дизајн: црну рупу, фрактале, ДНК... Врт садржи орнаменталне, али и утилитарне биљке. Век од изузетних открића у биологији као што су теорија еволуције и дезоксирибонуклеинска киселина као и развоја космологије (грч. κοσμολογία; од κόσμος - космос и λόγος - наука) науке која проучава и покушава да објасни настанак и еволуцију свемира, родио се нови тип врта „Космички“.
Џенкс се и даље бави очувањем стаза и традиционалне лепоте врта, али појачава оно што назива космичким пејзажом користећи нове алатке и вештачке материјале. 
Као што су јапански зен вртови, персијске рајске баште, ренесансни, барокни француски и енглески вртови аналогије универзума примерене схватањима свога доба, Врт космичког размишљања дизајном представља космичку и културну еволуцију савременог света. Врт је микрокосмос – шетњом кроз врт доживљава се универзум у малом. Истовремено, према Џенксу, вртови су и аутобиографски, јер откривају најсрећније тренутке, трагедије и истине власника и породице.
Како је врт започет 1988, у време када се интензивно развија и космологија, то је дозволило динамичну интеракцију између развоја универзума, развоја науке и радозналости дизајна. Џенкс сматра да је савремена наука потенцијално велика покретачка снага за креативност, јер открива истину о томе какав је универзум откривајући обрасце лепоте. Космичка страст, жеља да се сазна и да се успоставе односи са универзумом, један је од најјачих покретача живих створења и у равни је са страстима које износе романописци: секс, новац, и моћ. Свако интелигентно биће у универзуму покушава да повећа своје знање, да схвати шта се дешава, шта ће се даље десити, и како се ствари развијају. Ова глад за знањем долази из жеље да се утиче на овај процес, да се уклопи у обрасце универзума, да се они славе, и повремено критикују. Закони природе можда су свемогући, али могу бити и оспоравани. Врт је идеално место да се тестирају и хвале ове сумње зато што је врт помало вештачка природа створена руком човека, идеално произведен космички пејзаж, али и његова критика.

## Делови врта
Као један од водећих уметника постмодернизма, аутор врта, Џенкс спаја неспојиво без икаквог логичног реда (еклектицизам) што је једна од одлика овог правца. Делови врта су зато засебне целине и одступају од концепта по коме су значајни делови у центру, а мање значајни на периферији. У центру су неупадљиви делови названи Нонсенс и Црно језеро потпуно окружени вегетацијским масивом одакле се идући ка истоку Стазом кварка долази до много упечатљивијих Језера пужа голаћа и Спиралног брега, а затим по ободу парка ка југу се нижу Шест осећања и ДНК, Свемир, Геја, атом и даље на јужном ободу Свемирска каскада, Тераса црне рупе и Тераса прекида симетрије.